# Пеше (озеро)
Пеше́ (фр. Lac du Pêcher) — озеро во Франции, расположенное в департаменте Канталь, к юго-западу от гор Сезалье. Оно входит в состав Регионального природного парка «Вулканы Оверни». Площадь озера составляет 20 гектаров, а высота над уровнем моря — 1100 метров. До образования новой коммуны Носсарг-ан-Пинатель оно располагалось на территории бывшей коммуны Шаваньяк.

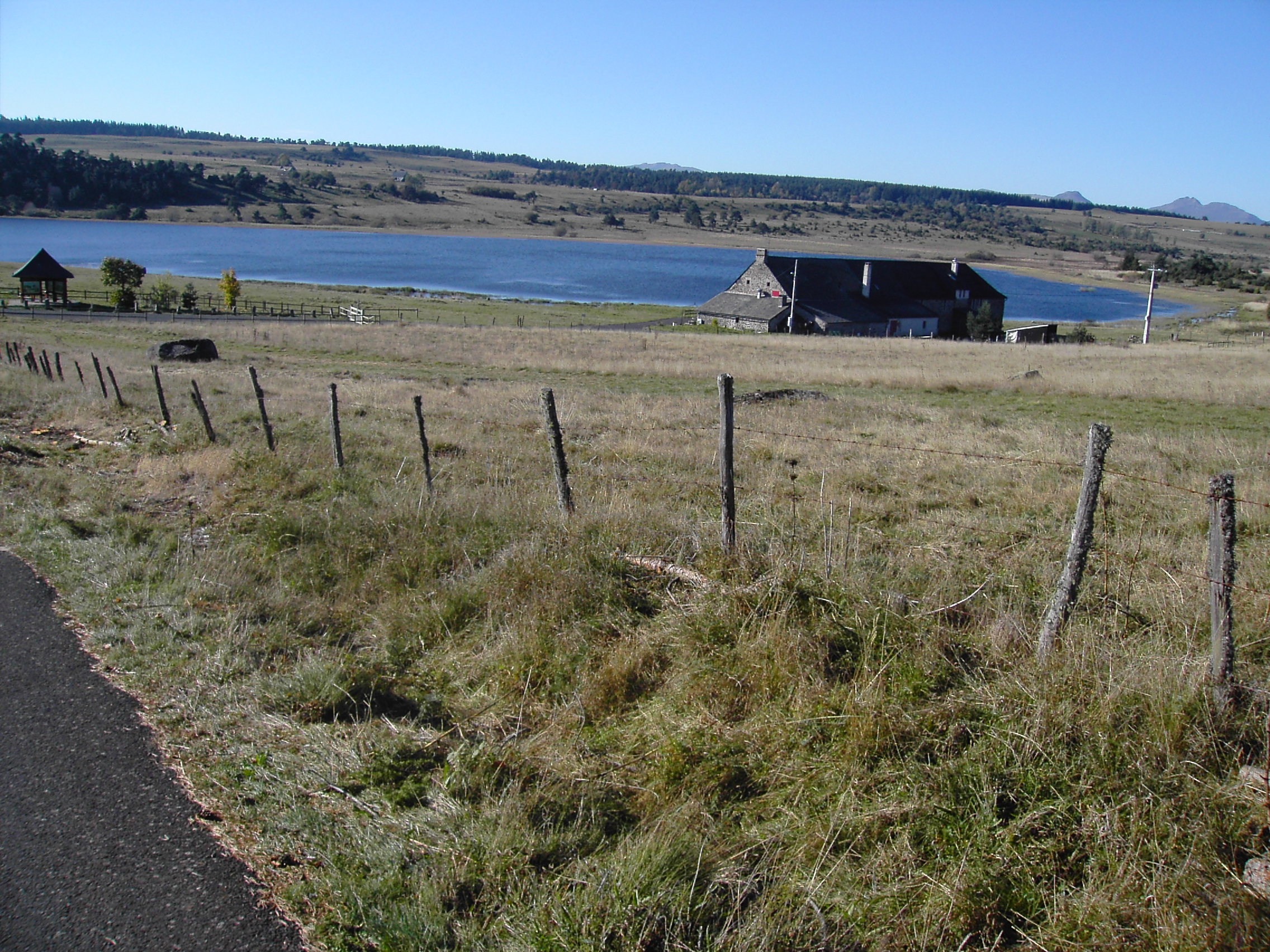
Озеро Пеше

## Топоним
Термин «Pêcher» по местной традиции относится к средневековому народному названию этой долины, обозначавшему водно-болотные угодья, использовавшиеся для рыбной ловли. Эта местность расположена на «первопроходческом фронте» гор Сезалье XII века, расчищенном и освоенном тамплиерами, о чем свидетельствуют здание Фон-Ностр (перестроенное в XVIII веке и недавно отреставрированное) и многочисленные религиозные сооружения, украшающие окрестности.

## География
Озеро Пеше расположено к северу от плато Сен-Флур, вблизи массива Сезалье, к западу от Алланша и к востоку от Пюи-Мари, в Региональном природном парке «Вулканы Оверни». В четвертичном периоде эта территория находилась под воздействием ледниковых покровов, которые выровняли территорию между Мон-Дор на севере, Канталь на юге и массивом Сезалье на востоке. Эта местность, напоминающая овцу, имеет преимущественно пологие склоны (менее 20 %), плохо дренируется, что способствует образованию торфяных болот, многочисленных по её периферии, таких как Жолан и Газель[7].